# Co w duszy gra
Co w duszy gra (tytuł oryg. Soul) – amerykański film animowany komputerowo studia Pixar w reżyserii Pete’a Doctera. Scenariusz do filmu napisali Pete Docter, Mike Jones oraz Kemp Powers. Obraz zdobył Oscara, Złoty Glob i nagrodę BAFTA dla najlepszego pełnometrażowego filmu animowanego.
W głównych rolach, w oryginalnej wersji językowej, głosów użyczyli: Jamie Foxx, Tina Fey, Graham Norton, Rachel House, Richard Ayoade, Phylicia Rashad, Donnell Rawlings, Questlove i Angela Bassett.
Premiera filmu odbyła się 11 października 2020 roku podczas London Film Festival. Film jest dostępny w serwisie Disney+ od 25 grudnia. W kinach w Polsce pojawił się 5 marca 2021.

## Zarys fabuły
Głównym bohaterem filmu jest prowadzący szkolny zespół muzyczny Joe Gardner, którego pasją jest jazz. Marzący o profesjonalnym wykonywaniu muzyki jazzowej na scenie w końcu dostaje szansę na spełnienie życiowego pragnienia, robiąc pozytywne wrażenie na innych muzykach jazzowych podczas występu w Half Note Club. Jednak przedwczesny wypadek powoduje, że dusza Gardnera zostaje oddzielona od jego ciała i zamiast trafić do życia pośmiertnego, dociera do miejsca, gdzie dusze czekają na wcielenie. Tam Gardner musi pracować z duszami, takimi jak 22, aby powrócić na Ziemię, zanim jego ciało umrze.

## Obsada
| Polski dubbing |
| • Tomasz Kot jako Joe Gardner • Joanna Koroniewska jako 22 • Paweł Domagała jako Tańczyświat Wiatrogwiazd • Kinga Ilgner, Krzysztof Dracz, Jacek Fedorowicz, Marta Markowicz-Dziarkowska i Dominika Łakomska jako Heniu • Olga Sawicka jako Libba Gardner • Igor Kwiatkowski jako Dez • Robert Amirian jako Lamont „Kędzior” Baker • Danuta Błażejczyk jako Dorothea Williams |

- Jamie Foxx jako Joe Gardner[2]
- Tina Fey jako 22[2]
- Graham Norton jako Tańczyświat Wiatrogwiazd (oryg. Moonwind)
- Rachel House jako Terry
- Alice Braga, Richard Ayoade, Wes Studi, Fortune Feimster i Zenobia Shroff jako pięciu doradców dusz o imieniu Heniu (oryg. Jerry).
- Phylicia Rashad jako Libba Gardner[2]
- Donnell Rawlings jako Dez
- Questlove jako Lamont „Kędzior” Baker (oryg. Curley)[2]
- Angela Bassett jako Dorothea Williams

W filmie ponadto głosów użyczyli: Daveed Diggs jako Paul i June Squibb jako Gienia (oryg. Gerel).

## Wydanie
Film pojawił się w płatnym serwisie Disney+ w dniu 25 grudnia 2020 roku. Początkowo miał trafić do kin w Stanach Zjednoczonych 19 czerwca 2020, lecz w związku z pandemią COVID-19 studio Disney/Pixar zdecydowało się na niespełna półroczne opóźnienie premiery filmu – producenci wyznaczyli ją na 20 listopada tego samego roku. Jednak 8 października 2021 Disney, podobnie jak w przypadku aktorskiej wersji Mulan, podjął decyzję o całkowitym wycofaniu filmu z dystrybucji kinowej w Stanach Zjednoczonych i przeniesieniu go do platformy Disney+.
W Wielkiej Brytanii film pojawił się premierowo 11 października 2020 podczas gali London Film Festival. W Polsce premiera filmu odbyła prawie pół roku później – 5 marca 2021.

## Odbiór
W agregatorze Rotten Tomatoes 95% z 339 recenzji uznano za pozytywne, a średnia ocen wystawionych na ich podstawie wyniosła 8,30/10. Według werdyktu podsumowującego recenzje, Co w duszy gra „(...) udowadnia, że Pixar niezmiennie umie dostarczać wyjątkowej rozrywki dla wszystkich grup wiekowych”. Z kolei w agregatorze Metacritic średnia ważona ocen z 55 recenzji wyniosła 83 punkty na 100.